# آماری کاپیوت
آماری کاپیوت (انگلیسی: Amaury Capiot؛ زادهٔ ۲۵ ژوئن ۱۹۹۳) دوچرخه‌سوار اهل بلژیک است.
از باشگاه‌هایی که در آن بازی کرده‌است می‌توان به اسپورت فلاندر-بالوزه اشاره کرد.